# Emilio Vieyra
Emilio Vieyra (Buenos Aires; 12 de octubre de 1920 - Buenos Aires; 25 de enero de 2010) fue un director, guionista y productor de cine argentino. Aunque su figura es a menudo ignorada por los historiadores del cine argentino y latinoamericano, Vieyra tuvo una de las carreras más longevas, prolíficas y eclécticas de la industria cinematográfica local. Es principalmente recordado por sus películas de explotación de los años sesenta, emparentadas estilísticamente con el cine grindhouse y clase B de los Estados Unidos. Varios de estos filmes han sido revalorizados como películas de culto, particularmente desde los años noventa en adelante.

## Biografía
Comenzó su carrera cuando ganó el concurso para actores noveles en el Teatro Nacional de la Comedia. Luego hizo televisión y radioteatro.
En 1959 dejó su país para estudiar dirección de cine en la Universidad de Columbia. Una vez de regreso en Buenos Aires inició una prolífica carrera detrás de las cámaras, las cuales incursionaron en diversos géneros y actuando en varias de sus películas, siempre en personajes secundarios.
De manera similar a lo sucedido con la sociedad entre Armando Bó e Isabel Sarli, durante los sesenta Vieyra trabajó con financiamiento de empresas estadounidenses, lo cual le dio independencia de los condicionamientos del Estado. La mayoría de sus producciones fueron realizadas teniendo en cuenta que no existía un mercado local para ellas o, en rigor, que no había ninguna posibilidad de lograr su exhibición. Vieyra logró realizar un cine que parecía imposible en la Argentina de Juan Carlos Onganía, dirigiendo una seguidilla de películas que incursionaban en el terror y el sexo, remitiendo más a la tradición de cierto cine de género clase B estadounidense que a lo que se estaba haciendo en el país en ese momento. Obras como Extraña invasión (1965), La bestia desnuda (1966), Sangre de vírgenes (1968) y La venganza del sexo (1969) son consideradas películas de culto entre los fanes del cine de explotación y bizarro. Ha sido comparado al director estadounidense Ed Wood.
También dirigió varias películas protagonizadas por Sandro. Durante los años de la última dictadura cívico-militar (1976-1983) firmó algunos de sus trabajos con el seudónimo de Raúl Zorrilla.
Estuvo casado con Coca Blasco a quien conoció cuando ésta quedó viuda tras la trágica muerte del director y actor Rodolfo Blasco.

## Filmografía
Director
- Cargo de conciencia (2005)
- Adiós, abuelo (1996)
- Maestro de pala (1993)
- Tómame (inédita - 1992)
- La clínica loca (1988)
- Obsesión de venganza (1987)
- Correccional de mujeres (1986)
- Sucedió en el internado (1985)
- Todo o nada (1984)
- El poder de la censura (1983)
- Comandos azules en acción (1980)
- Comandos azules (1980)
- Los irrompibles (1975)
- Sangre de vírgenes (1974)
- La gran aventura (1974)
- Yo gané el prode... y Ud.? (1973)
- Simplemente una rosa (1971)
- Así es Buenos Aires (1971)
- Los mochileros (1970)
- Gitano (1970)
- La vida continúa (1969)
- Quiero llenarme de ti (1969)
- La venganza del sexo (1969)
- Villa Cariño está que arde (1968)
- La bestia desnuda (1967)
- Placer sangriento (1967)
- Dos quijotes sobre ruedas (1966)
- Extraña invasión (1965)
- María M. (1964)
- Testigo para un crimen (1963)
- La fin del mundo (1963)
- Detrás de la mentira (1962)
- Dr. Cándido Pérez, señoras (1962)

Guionista
- Cargo de conciencia (2005)
- Adiós, abuelo (1996)
- Tómame (inédita - 1992)
- Obsesión de venganza (1987)
- Correccional de mujeres (1986)
- Todo o nada (1984)
- El poder de la censura (1983)
- Comandos azules en acción (1980)
- Comandos azules (1980)
- Los irrompibles (1975)
- Sangre de vírgenes (1974)
- La venganza del sexo (1971)
- Villa Cariño está que arde (1968)
- La bestia desnuda (1967)
- Placer sangriento (1967)
- Extraña invasión (1965)

Actor
- Ángel, la diva y yo (1999) .... Mendigo
- Argentina bizarra (1997) Él mismo
- Terror en el cine argentino (1996) .... Entrevistado
- Comandos azules en acción (1980)
- Sangre de vírgenes (1974) .... Comisario Martínez
- La gran aventura (1974) .... Cameo
- La bestia desnuda (1971) .... Julio
- Placer sangriento (1967)
- Extraña invasión (1965)
- El tango en París (1956)
- Ayer fue primavera (1955)
- De noche también se duerme (1955)
- Mi marido hoy duerme en casa (1955)
- Valentina (1950)
- Hombres a precio (1950)

Productor
- Comandos azules (1980)
- La venganza del sexo (1971)
- Quinto año nacional (1961)

## Video
Director y guionista
- Narcotráfico, juego mortal (1989)

## Televisión
Actor
- El humor de Niní Marshall (1977) .... (segmento "Cándida")